# ویلیمز (آیووا)
ویلیمز (به انگلیسی: Williams) شهری در ایالت آیووا کشور ایالات متحده آمریکا است که جمعیت آن در سرشماری سال ۲۰۱۰ میلادی، ۳۴۴ نفر بوده‌است.